# Битка при Кърджали
Битката при Кърджали е битка от есента на 1912 г., по време на Балканската война, в която Хасковският отряд, предвождан от полковник Васил Делов нанася поражение на корпуса на Явер паша и присъединява Източните Родопи към България. Годишнината от това събитие се чества ежегодно на 21 октомври като празник на град Кърджали.

## Битка

### Разположение, сили и планове на противниците
Непосредствено преди избухването на войната между България и Османската империя Втора бригада от Втора пехотна тракийска дивизия заема района на Хасково със задачата да прикрие направленията към Пловдив и Стара Загора. След корекциите на двустранните граници от 1886 г. Османската империя владее на практика целия планински масив около Кърджали. Нейните войски в района са опасно близко до железопътната линия Пловдив – Харманли и базата на българските армии, които настъпват в Източна Тракия. Командващият 2-ра армия генерал Никола Иванов нарежда на Делов да изтласка турските войски на юг от Арда.
Хасковският отряд наброява 8700 пушки и 42 оръдия. Кърджалийският корпус начело с Явер паша (две дивизии и 36-и низамски полк), които са разположени срещу него, са по-многобройни (24 000 души), но твърде разпръснати и с далеч по-малко артилерия.

### Настъпление на Хасковския отряд (18 – 21 октомври)
На първия ден от войната, 18 октомври (5 октомври стар стил) 1912 г., отрядът на Делов настъпва през границата в четири колони – две главни и две за странично прикритие. Ден по-късно те разбиват османските войски при Кованлък (днес Пчеларово) и Гьоклемезлер (Стремци) и се насочват към Кърджали. Корпусът на Явер паша отстъпва от града в безпорядък. С напредването си към Гюмюрджина Хасковският отряд застрашава комуникациите между османските сили в Тракия и Македония. Затова османското главно командване нарежда на Явер паша да контраатакува, преди българите да са достигнали Кърджали, но не му праща подкрепления. За да изпълни заповедта, той разполага с 9 табора пехота и 8 оръдия.
В неведение за силите и намеренията на противника, българското главно командване (Щабът на Действащата армия, генерал Иван Фичев) нарежда (19 октомври) на генерал Иванов да спре настъплението на Хасковския отряд като твърде рисковано. Командващият 2-ра армия обаче не отменя заповедта си за превземане на Кърджали и дава на Делов свобода за действие. Хасковският отряд продължава настъплението си на 20 октомври. Забавен е от проливните дъждове и ръчното пренасяне на артилерията, но достига височините северно от Кърджали преди османците да успеят да се реорганизират.
Рано сутринта на 21 октомври (8 октомври стар стил) Явер паша пресреща българите на подстъпите към града. Благодарение на пълното превъзходство на артилерията си и с удари „на нож“ войските от Хасковския отряд преодоляват османската отбрана и предотвратяват опита да бъдат обходени от запад. Застрашени сами от обход от същата посока, османците отстъпват за втори път през Арда, изоставяйки голямо количество боеприпаси и снаряжение. Към 16 ч. българските войски влизат в Кърджали.

### Последици
В резултат на битката Кърджали е обезлюден. Турското население на района бяга масово при настъплението на българите.
Разбитият Кърджалийски корпус отстъпва към Мастанли (Момчилград), а Хасковският отряд се разполага за отбрана по линията на Арда. Така флангът и тилът на българските войски, действащи в Одринско и в Цариградското направление, е обезопасен. Обезпокоено, че след падането Кърджали ще загуби контакт с войските си в Македония по жп линията Солун – Гюмюрджина – Дедеагач, османското главно командване решава да отвлече вниманието на българите. Прибързаната заповед до Източната армия за контраофанзива води до тежкото ѝ поражение в Лозенградската операция. Българското командване не развива успеха си при Кърджали. Вместо към Гюмюрджина, на 23 октомври основните сили на Хасковския отряд са прехвърлени на изток, за да съдействат за обсадата на Одрин. В Кърджали е оставен малоброен прикриващ отряд.